# Campionat centre-americà de bàsquet masculí
El campionat centre-americà de basquetbol, també anomenat Centrobasket, és el torneig de basquetbol organitzat per la FIBA on participen les seleccions nacionals de Mèxic, Amèrica Central i el Carib.
La celebració del torneig ha estat irregular, ja que de vegades s'ha disputat cada quatre anys, de vegades cada tres. Inclòs els anys 2003 i 2004 es va disputar de forma consecutiva.
Puerto Rico és la selecció amb més triomfs.

## Historial
| 1965 Detalls | Mèxic · (Ciutat de Mèxic)         | · Mèxic                | lligueta | · Puerto Rico               | · Cuba                      | lligueta | · Panamà                    |
| 1967 Detalls | El Salvador · (San Salvador)      | · Panamà               | lligueta | · Cuba                      | · I. Verges Nord-americanes | lligueta | · Mèxic                     |
| 1969 Detalls | Cuba · (L'Havana)                 | · Panamà               | lligueta | · Cuba                      | · Puerto Rico               | lligueta | · Veneçuela                 |
| 1971 Detalls | Veneçuela · (Valencia i Caracas)  | · Cuba                 | lligueta | · Puerto Rico               | · Veneçuela                 | lligueta | · República Dominicana      |
| 1973 Detalls | Puerto Rico · (San Juan)          | · Puerto Rico          | lligueta | · Mèxic                     | · Cuba                      | lligueta | · Panamà                    |
| 1975 Detalls | R. Dominicana · (Santo Domingo)   | · Mèxic                | lligueta | · Puerto Rico               | · Cuba                      | lligueta | · República Dominicana      |
| 1977 Detalls | Panamà · (Ciutat de Panamà)       | · República Dominicana | lligueta | · Puerto Rico               | · Panamà                    | lligueta | · Mèxic                     |
| 1981 Detalls | Puerto Rico · (San Juan)          | · Panamà               | 82-76    | · Puerto Rico               | · Cuba                      | lligueta | · Mèxic                     |
| 1985 Detalls | Mèxic · (Ciutat de Mèxic)         | · Puerto Rico          | lligueta | · Panamà                    | · Cuba                      | lligueta | · Mèxic                     |
| 1987 Detalls | R. Dominicana · (Santo Domingo)   | · Puerto Rico          | 98-85    | · Panamà                    | · Mèxic                     | 90-87    | · República Dominicana      |
| 1989 Detalls | Cuba · (L'Havana)                 | · Puerto Rico          | 116-83   | · Panamà                    | · Cuba                      | 94-79    | · Mèxic                     |
| 1991 Detalls | Mèxic · (Monterrey)               | · Puerto Rico          | 99-82    | · Mèxic                     | · Cuba                      | 108-87   | · Panamà                    |
| 1993 Detalls | Puerto Rico · (Ponce)             | · Puerto Rico          | 87-77    | · Cuba                      | · Panamà                    | 96-83    | · República Dominicana      |
| 1995 Detalls | R. Dominicana · (Santo Domingo)   | · Cuba                 | 85-68    | · República Dominicana      | · Puerto Rico               | 95-88    | · Panamà                    |
| 1997 Detalls | Hondures · (Tegucigalpa)          | · Cuba                 | 106-93   | · Puerto Rico               | · República Dominicana      | 92-75    | · Mèxic                     |
| 1999 Detalls | Cuba P.R. · (L'Havana i San Juan) | · Cuba                 | 67-63    | · Puerto Rico               | · República Dominicana      | 86-74    | · Panamà                    |
| 2001 Detalls | Mèxic · (Toluca)                  | · Puerto Rico          | 86-73    | · Mèxic                     | · Panamà                    | 93-82    | · I. Verges Nord-americanes |
| 2003 Detalls | Mèxic · (Culiacán)                | · Puerto Rico          | 92-83    | · República Dominicana      | · Mèxic                     | 78-76    | · I. Verges Nord-americanes |
| 2004 Detalls | R. Dominicana · (Santo Domingo)   | · República Dominicana | 75-74    | · Puerto Rico               | · Panamà                    | 98-89    | · Mèxic                     |
| 2006 Detalls | Panamà · (Ciutat de Panamà)       | · Panamà               | 73-59    | · I. Verges Nord-americanes | · Puerto Rico               | 93-83    | · Mèxic                     |
| 2008 Detalls | Mèxic · (Chetumal i Cancun)       | · Puerto Rico          | 87-70    | · I. Verges Nord-americanes | · República Dominicana      | 102-74   | · Cuba                      |
| 2010 Detalls | R. Dominicana · (Santo Domingo)   | · Puerto Rico          | 89-80    | · República Dominicana      | · Panamà                    | 75-74    | · Cuba                      |
| 2012 Detalls | Puerto Rico · (Hato Rey)          | · República Dominicana | 80-72    | · Puerto Rico               | · Jamaica                   | 78-54    | · Panamà                    |
| 2014 Detalls | Mèxic · (Tepic)                   | · Mèxic                | 74-60    | · Puerto Rico               | · República Dominicana      | 75-66    | · Cuba                      |
| 2016 Detalls | Panamà · (Ciutat de Panamà)       | · Puerto Rico          | 84-83    | · Mèxic                     | · República Dominicana      | 64-48    | · Panamà                    |

## Palmarès
| Selecció                     | Or | Or                                                     | Plata | Plata                                             | Bronze | Bronze                             | Medalles |
| ---------------------------- | -- | ------------------------------------------------------ | ----- | ------------------------------------------------- | ------ | ---------------------------------- | -------- |
| Puerto Rico                  | 11 | 1973 1985 1987 1989 1991 1993 2001 2003 2008 2010 2016 | 10    | 1965 1971 1975 1977 1981 1997 1999 2004 2012 2014 | 3      | 1969 1995 2006                     | 24       |
| Cuba                         | 4  | 1971 1995 1997 1999                                    | 3     | 1967 1969 1993                                    | 7      | 1965 1976 1975 1981 1985 1989 1991 | 14       |
| Panamà                       | 4  | 1967 1969 1981 2006                                    | 3     | 1985 1987 1989                                    | 5      | 1977 1993 2001 2004 2010           | 12       |
| República Dominicana         | 3  | 1977 2004 2012                                         | 3     | 1995 2003 2010                                    | 5      | 1997 1999 2008 2014 2016           | 11       |
| Mèxic                        | 3  | 1965 1975 2014                                         | 4     | 1973 1991 2003 2016                               | 2      | 1987 2003                          | 9        |
| Illes Verges Nord-americanes |    |                                                        | 2     | 2006 2008                                         | 1      | 1967                               | 3        |
| Veneçuela                    |    |                                                        |       |                                                   | 1      | 1971                               | 1        |
| Jamaica                      |    |                                                        |       |                                                   | 1      | 2012                               | 1        |

## Centrobasket 2004
1. República Dominicana
2. Puerto Rico
3. Panamà
4. Mèxic
5. Cuba
6. Barbados
7. Antigua i Barbuda
8. Guatemala

## Centrobasket 2006
1. Panamà
2. Illes Verges
3. Puerto Rico
4. Mèxic
5. República Dominicana
6. Cuba
7. Jamaica
8. Costa Rica

## Centrobasket 2008
- Costa Rica
- Cuba
- República Dominicana
- El Salvador
- I. Verges Nord-americanes
- Mèxic (amfitrió)
- Panamà
- Puerto Rico

## Centrobasket 2012
- Bahames
- Costa Rica
- Cuba
- República Dominicana
- I. Verges Nord-americanes
- Jamaica
- Mèxic
- Nicaragua
- Panamà
- Puerto Rico (amfitrió)